# 穏城郡
穏城郡（オンソンぐん）は、朝鮮民主主義人民共和国咸鏡北道に属する郡。北朝鮮統治範囲の最北端にあたり、名目上は大韓民国領土の最北端でもある。穏城郡の西北部にある南陽労働者区と、豆満江対岸の中華人民共和国図們市の間には図們国境大橋が架けられており、中朝物流の動脈の一つとなっている。

## 地理
白頭山に源を発して東北方向に流れてきた豆満江が、東南方向へ屈回する地点にある。南西に会寧市、南東に慶源郡と境を接し、豆満江の対岸は中華人民共和国吉林省の延辺朝鮮族自治州である。

## 歴史
高句麗・渤海などの勢力圏を経て女真族の土地となり、多温平と呼ばれた。1440年、李氏朝鮮の世宗代に穏城郡が置かれて住民の移住が行われた。郡内の旺戴山（王在山）は1933年3月11日に金日成が抗日運動による会議を開催した場所であるとされ、北朝鮮では革命の聖地のひとつとなっている。
1952年の北朝鮮の郡面改編により、穏城郡の一部をセビョル面に編入するなどして穏城郡を再編した。1974年には南西に隣接していた鍾城郡の大部分を編入した。
1987年5月、穏城第12号収容所内の倉坪地区で大規模な暴動事件が発生、1万5000人あまりの政治犯中、5,000人あまりが虐殺された。炭鉱で働いていた政治犯が保衛員を殴り返したことから事件は始まり、現場にいた200人あまりの政治犯がこれに加わり、保衛員を殺害した後、山を越え保衛員の社宅を襲った。この過程で政治犯、数千人が加勢、その規模は5,000人を超えた。第12号収容所側は高射砲と機関銃などで武装、収容所を取り囲んだ後、無差別に射撃を加えた。収容所は事件を機に解体された。2002年12月、朝鮮日報が報道した。

### 年表
この節の出典
- 1440年 - 穏城郡がおかれる。
- 1441年 - 都護府に昇格する。
- 1442年 - 鎮がおかれる。
- 1895年 - 穏城郡に改変され、のち咸鏡北道に属する。
- 1914年4月1日 - 郡面併合により、咸鏡北道穏城郡に以下の面が成立。(6面)
  - 美浦面・永忠面・永瓦面・柔浦面・穏城面・訓戎面
- 1945年(光復直後) (6面)
  - 柔浦面が南陽面に改称。
  - 永忠面の一部が永瓦面に編入。
- 1949年 - 永忠面の一部が南陽面に編入。(6面)
- 1952年12月 - 郡面里統廃合により、咸鏡北道穏城郡南陽面・穏城面・美浦面・永瓦面・永忠面および訓戎面の一部、鍾城郡鍾城面の一部地域をもって、穏城郡を設置。穏城郡に以下の邑・里が成立。(1邑14里)
  - 穏城邑・永江里・豊仁里・月波里・深清里・周原里・龍南里・上和里・倉坪里・美山里・南陽里・香棠里・世仙里・豊西里・豊利里
- 1954年10月 (1邑13里)
  - 永江里が鍾城郡に編入。
  - 穏城邑が古城里に降格。
  - 南陽里が穏城邑に昇格。
- 1958年6月 (1邑1労働者区12里)
  - 倉坪里が鍾城郡に編入。
  - 古城里の一部が分立し、穏炭労働者区が発足。
- 1967年10月 (1邑5労働者区8里)
  - 古城里が古城労働者区に昇格。
  - 上和里が上和労働者区に昇格。
  - 周原里が周原労働者区に昇格。
  - 豊仁里が豊仁労働者区に昇格。
- 1974年5月 - 鍾城郡鍾城邑・潼関里・永江里・豊川里・下三峯里・倉坪里・豊渓里・東浦里・山城労働者区・三峯労働者区を編入。(1邑8労働者区15里)
  - 鍾城邑が鍾城労働者区に降格。
- 1975年11月 (1邑8労働者区15里)
  - 穏城邑が南陽労働者区に降格。
  - 古城労働者区が穏城邑に昇格。
- 1976年2月 - 深清里が旺載山里に改称。(1邑8労働者区15里)
- 1981年10月 - 潼関里が江岸里に改称。(1邑8労働者区15里)
- 1987年10月 (1邑9労働者区16里)
  - 倉坪里の一部が分立し、倉坪労働者区・甑山里が発足。
  - 倉坪里の残部・山城労働者区の一部が合併し、雲岩里が発足。
- 1990年10月 - 月波里がトゥル峰里に改称。(1邑9労働者区16里)
- 1991年9月 - 東浦里が東浦労働者区に昇格。(1邑10労働者区15里)

## 交通

### 鉄道
- 咸北線
  - 三峰駅 - 鍾城駅 - 江岸里駅 - 水口浦駅 - 江陽駅 - 南陽駅 - 豊利駅 - 世仙駅 - 穏城駅 - 豊仁駅 - 黄坡駅
- 東浦線
  - 鍾城駅 - 東浦駅
- 城坪線
  - 江岸里駅 - 城坪駅
- 南陽国境線
  - 南陽駅 - 国境駅
- 朝鮮民主主義人民共和国国道7号
  - 穏城釜山線

## 観光
- トゥル峰革命史跡地：穏城邑から東方へ約8kmの地点にある。金日成主席が主体19年（1930年）10月14日に最初の国内党組織を結成した場所。
- 旺載山：穏城邑から北へ4kmの地点にある。主席が主体22年（1933年）3月11日、歴史的な旺載山会議を召集した時の史跡がある。
- 旺載山大記念碑：旺載山麓に建っている。敷地6万m2。主席の銅像と中心群像、烽火塔、副主題群像、事績碑などから成っている。
- 旺載山革命博物館：抗日革命闘争時の史料が展示されている。
- 南陽橋頭：穏城邑から南へ13.5km離れた南陽里にある。中国の図們市の図們口岸と結ばれている。

また、当地は「テレビジョン連続劇･旺載山」のロケ地であり、いわゆる「聖地」が郡内に存在する

### 主な郡内ロケ地
- 旺載山里（第1,3部）

## 下位行政区画
現在は1邑8労働者区15里で構成されている。

### 沿革
1945年8月15日時点で、咸鏡北道穏城郡は以下の6面から構成されていた。
- 穏城面 - 온성면【穩城面】（オンソンミョン）
- 南陽面 - 남양면【南陽面】（ナミャンミョン）
- 永瓦面 - 영와면【永瓦面】（ヨンワミョン）
- 永忠面 - 영충면【永忠面】（ヨンチュンミョン）
- 美浦面 - 미포면【美浦面】（ミポミョン）
- 訓戎面 - 훈융면【訓戎面】（フニュンミョン）

現在は1邑・10労働者区・15里を管轄する。
| - 穏城邑（オンソンウプ） - 南陽労働者区（ナミャンノドンジャグ） - 東浦労働者区（トンポロドンジャグ） - 山城労働者区（サンソンノドンジャグ） - 三峯労働者区（サンボンノドンジャグ） - 上和労働者区（サンワロドンジャグ） - 穏炭労働者区（オンタンノドンジャグ） - 鍾城労働者区（チョンソンノドンジャグ） - 周原労働者区（チュウォンノドンジャグ） - 倉坪労働者区（チャンピョンノドンジャグ） - 豊仁労働者区（プンインノドンジャグ） | - 江岸里（カンアンニ） - トゥル峰里（トゥルボンニ） - 龍南里（リョンナムニ） - 美山里（ミサンニ） - 世仙里（セソンニ） - 永江里（ヨンガンニ） - 旺載山里（ワンジェサンニ） - 雲岩里（ウナムニ） - 甑山里（チュンサンニ） - 豊渓里（プンゲリ） - 豊利里（プンニリ） - 豊西里（プンソリ） - 豊川里（プンチョンニ） - 下三峯里（ハサンボンニ） - 香棠里（ヒャンダンニ） |

## ギャラリー

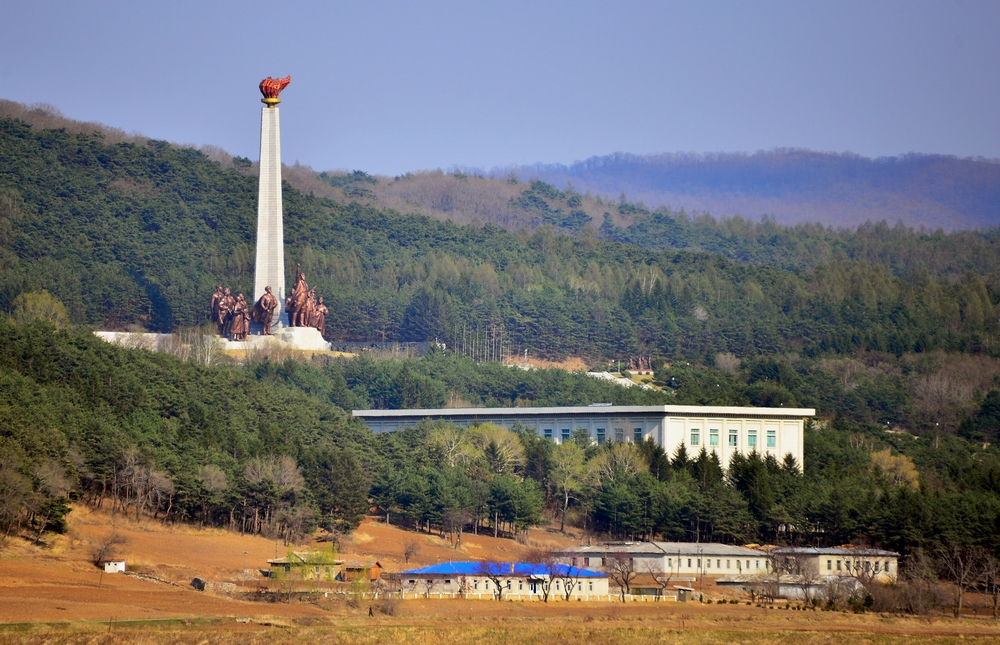
旺載山大記念碑
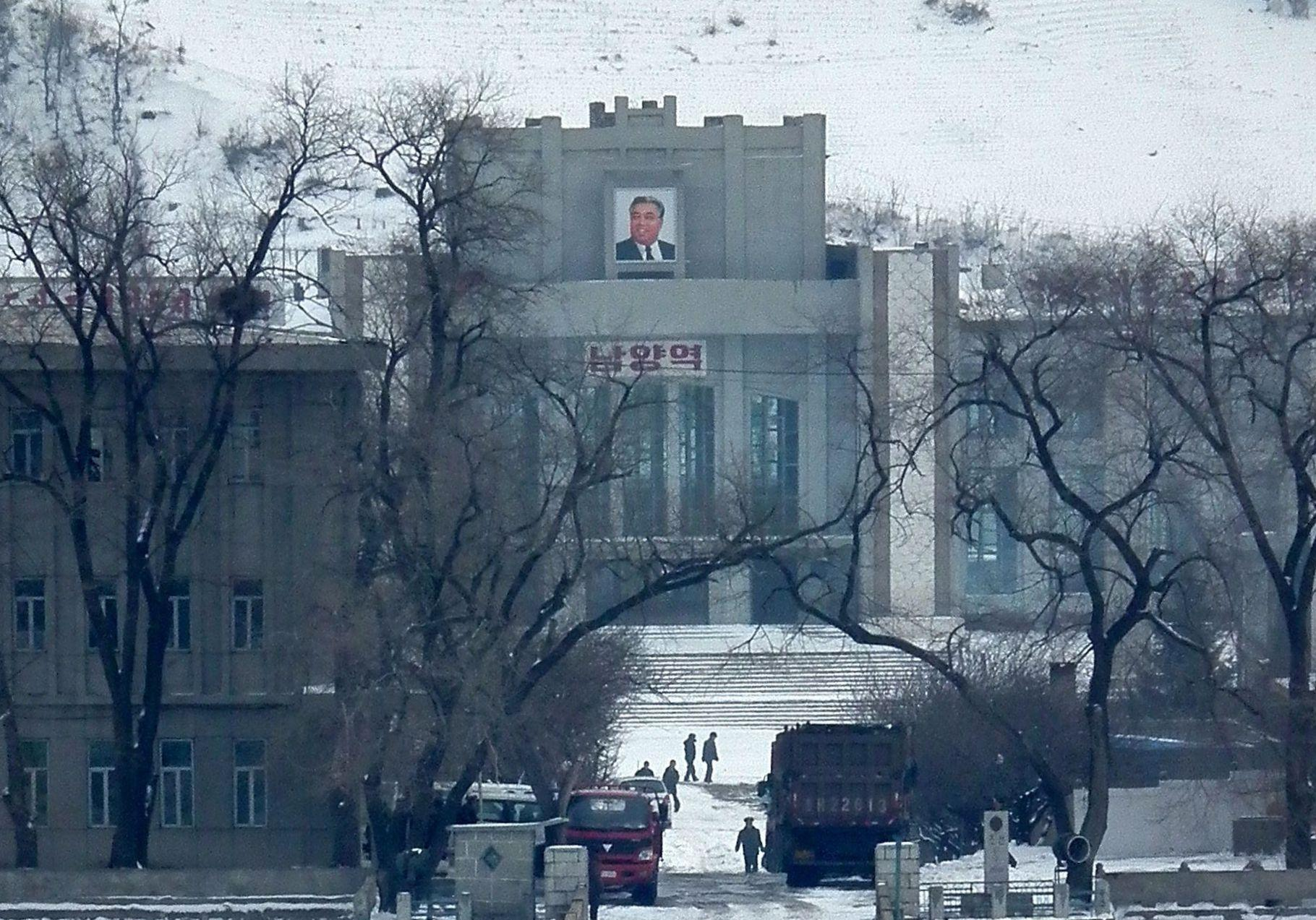
南陽駅